# Alexandre Kudriashov
Alexandre (letão: Aleksandrs, nascido: Alexandre Ivanovich Kudriashov, letão: Aleksandrs Kudrjašovs; 3 de outubro de 1939  ou 1940, aldeia de Rudzety, distrito de Daugavpils, Letônia) é Metropolita de Riga e Todo a Letônia, Primaz da Igreja Ortodoxa Letã, desde 27 de outubro de 1990.